# Scaphoideus transeus
Scaphoideus transeus är en insektsart som beskrevs av Delong 1936. Scaphoideus transeus ingår i släktet Scaphoideus och familjen dvärgstritar. Inga underarter finns listade i Catalogue of Life.